# La Famille sans-souci
Pour plus de détails, voir Fiche technique et Distribution.

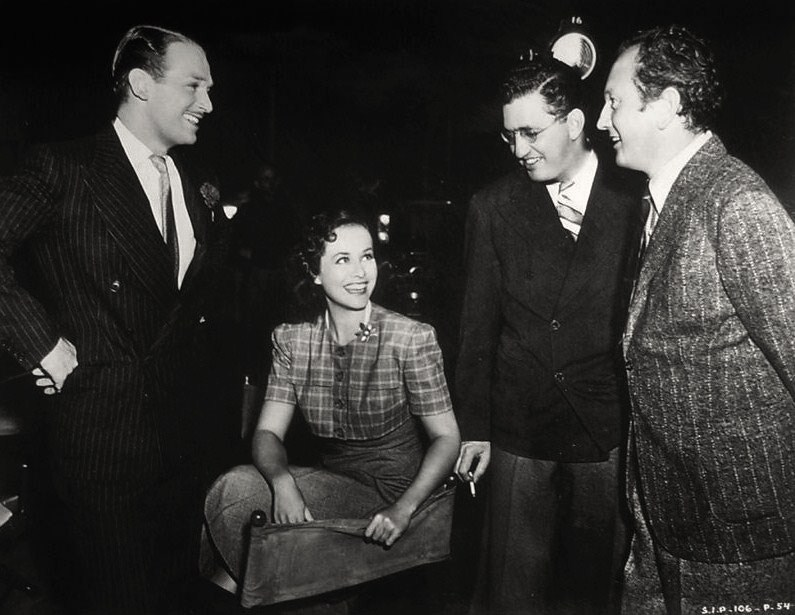
Douglas Fairbanks Jr., Paulette Goddard, David O. Selznick et Richard Wallace sur le tournage du film

La Famille sans-souci (titre original : The Young in Heart) est un film américain en noir et blanc réalisé par Richard Wallace, sorti en 1938.

## Synopsis
Les Carleton sont une famille de fraudeurs. Les fils, George-Anne et Richard, recherchent des mariages financièrement rentables. George-Anne, par exemple, veut attraper le millionnaire écossais Duncan Macrae et ainsi mettre ses proches à l'abri du besoin. 
Un jour, ils rencontrent la douce, riche et vieille Miss Fortune. Par des exemples et des conseils, elle leur démontre à quel point ils se trompent dans leur choix de vie. Elle est si convaincante que Richard se résout au sacrifice ultime : trouver un emploi, uniquement pour plaire à la fille qu'il aime, Leslie.

## Fiche technique
- Titre : La Famille sans-souci
- Titre original : The Young in Heart
- Réalisation : Richard Wallace
- Scénario : Paul Osborn et Charles Bennett d'après la série littéraire The Gay Banditti de I.A.R. Wylie (1938)
- Production : David O. Selznick pour Selznick International Pictures
- Musique : Franz Waxman et Heinz Roemheld (non crédité)
- Photographie : Leon Shamroy
- Montage : Hal C. Kern
- Direction artistique : Lyle R. Wheeler
- Décors : William Cameron Menzies
- Costumes : Omar Kiam
- Société de production : Selznick International Pictures
- Société de distribution : United Artists
- Pays de production : États-Unis
- Format : noir et blanc - son Mono (Western Electric Sound System)
- Genre : comédie dramatique
- Durée : 90 min
- Dates de sortie : 
  - États-Unis : 3 novembre 1938
  - France : 28 janvier 1939

## Distribution
- Janet Gaynor : George-Anne Carleton
- Douglas Fairbanks Jr. : Richard Carleton
- Paulette Goddard : Leslie Saunders
- Roland Young : col. Anthony 'Sahib' Carleton
- Billie Burke : Marmy Carleton
- Minnie Dupree : Mlle Ellen Fortune
- Henry Stephenson : Felix Anstruther
- Richard Carlson : Duncan Macrae
- Lawrence Grant : M. Hutchins
- Walter Kingsford : inspecteur
- Eily Malyon : Sarah
- Tom Ricketts : Andrew
- Irvin S. Cobb : le sénateur Albert Jennings
- Lucile Watson : Mme Jennings

Et, parmi les acteurs non crédités :
- Ian Maclaren : un docteur
- Lionel Pape : un client
- Georges Renavent : le sergent-détective
- Michael Visaroff : un ingénieur